# Insolvensförordningen
Insolvensförordningen, även känd som förordning nr 2015/848, är en europeisk förordning som reglerar insolvensförfaranden. Den nuvarande insolvensförordningen antogs av Europaparlamentet och Europeiska unionens råd den 20 maj 2015 och är en omarbetad version av den ursprungliga insolvensförordningen från 2000.

## Ikraftträdande och territoriell räckvidd
Förordningen trädde i kraft den 31 maj 2002 och gäller för samtliga medlemsstater utom Danmark (då Danmark står utanför området med frihet, säkerhet och rättvisa). Avsikten är att förordningen ska tillämpas vid gränsöverskridande insolvensförfaranden. Syftet är att förhindra att parter får möjlighet att överföra tillgångar från en medlemsstat till en annan eller att välja jurisdiktion för att få en förmånligare rättslig ställning, så kallad forum shopping. Förordningen begränsas av proportionalitetsprincipen till att reglera inledningen av ett insolvensförfarande. Förordningen reglerar också val av lag. Förordningen ska tillämpas på såväl fysiska personer som juridiska personer.
- Vid prövning av svensk domstols internationella behörighet enligt artikel 3.1 insolvensförordningen skall en fysisk person som inte är näringsidkare anses ha platsen för sina huvudsakliga intressen där han är folkbokförd, om inte annat visas.[3]

## Huvudinsolvensförfarande och sekundärförfarande
Förordningen utgår från det förhållandet att ett enda allmängiltigt insolvensförfarande knappast kan genomföras beroende på den stora skillnaden i materiell rätt mellan medlemsstaterna. Förordningen gör det möjligt att inleda ett huvudinsolvensförfarande i den stat i vilken platsen där gäldenären har sina huvudsakliga intressen finns.
Förfarandet ska ha allmän räckvidd och avser att omfatta alla gäldenärens tillgångar. 
Sekundärförfarande kan även inledas och löpa parallellt om gäldenären har driftställe i annan stat. Verkan av ett sekundärförfarande är begränsat till den staten. Om inte annat föreskrivs ska lagen i den stat där sekundärförfarande inletts tillämpas.
- På ansökan av enskild har tingsrätten försatt ett brittiskt företag med filial i Sverige i konkurs och förordnat att konkursen skall avse ett territoriellt begränsat insolvensförfarande. Skatteverket har inte ansetts kunna överklaga konkursbeslutet för att få till stånd ett huvudinsolvensförfarande enligt artikel 3.1. insolvensförordningen.[7] Hovrätten över Skåne och Blekinge grundade sitt avgörande på att Skatteverket inte genom att överklaga kunde utvidga ramen för annan borgenärs ansökan. Däremot borde det stå Skatteverket fritt att vid tingsrätten ansöka om inledande av ett huvudinsolvensförfarande.
- Om ett huvudinsolvensförfarande inletts i en stat kan en annan stats myndigheter inte fatta restriktiva beslut om egendom i filial enligt Europeiska unionens domstols beslut i MG Probud Gdynia utan att sekundärförfarande inleds.[8]

Rätten att starta en insolvenshandläggning enligt artikel 3(1) och 16(1) måste accepteras av de andra medlemsstaterna utan att de har möjlighet att bedöma den första domstolens jurisdiktionsrätt. Om en medlemsstat ifrågasätter den första domstolens beslut måste talan väckas i det landet och dess nationella lag och dess processuella regelsystem tillämpas. Det anses nödvändigt för att kunna upprätthålla systemets effektivitet att denna fråga avgörs snabbt.
EU-domstolen har yttrat sig i ett mål där frågan var vilken av två konkurrerande domstolar som skulle handlägga ett huvudinsolvensförfarande.
I korthet var fakta sålunda. Eurofood IFCS var ett bolag bildat och registrerat i Irland. Det var ett helägt dotterbolag till Parmalat som var bildat och registrerat i Italien. Eurofood hade kontor i Dublin och utövade verksamhet från kontoret.
Parmalat sattes de 24 december under administration och en administrator utsågs.
Bank of America lämnade in en konkursansökan mot Eurofood (petition for winding up) till High Court of Ireland den 27 januari 2004. 
Den 9 februari 2004 sattes Eurofood under administration i Italien och samma administrator som i Parmalat utsågs. Dagen därpå upptog en italiensk domstol en konkursansökan mot Eurofood och den 29 februari beslöt domstolen att öppna förhandlingar om konkurs eftersom bolagets "intressecentrum" (Centre of its main interests, (förkortat COMI), låg i Italien.
The Irish High Court beslöt den 23 mars 2004 att i enlighet med irländsk lag skulle konkursförfarande öppnas i Irland. Den italienske administratorn överklagade till Irlands Högsta domstol som ställde en fråga om detta till EU-domstolen.
Domstolen kom fram till att om dotterbolaget hade sitt COMI i det land där det var registrerat var presumtionen för att det var det land där huvudinsolvensförfarandet skulle inledas. Om ett sådant förfarande inletts måste domstolar i andra medlemsländer respektera detta.

## Internationell och nationell behörighet
Genom förordningen regleras endast den internationella behörigheten det vill säga att den medlemsstat utses, vars domstolar får inleda ett förfarande. Nationella regler ska sedan avgöra vilken domstol inom en stat som är behörig konkursdomstol.

## Lagval
Rättsordningen i den stat där förfarandet inleds bör vara tillämplig. Lex concursus bör bestämma samtliga rättsverkningar såväl processuella som materiella.

## Kvittning och återtagandeförbehåll
Ett insolvensförfarande påverkar inte en borgenärs rätt till kvittning. En säljares återtaganderätt påverkas inte om varan då förfarandet inleds finns i en annan medlemsstat. Inte heller påverkas en återvinningstalan.

## Rättegång
En pågående rättegång regleras uteslutande av lagen i den medlemsstat där rättegången pågår.

## Avtal avseende fast egendom
Verkan av ett insolvensförfarande på avtal om eller nyttjanderätt till fast egendom ska regleras uteslutande av lagen i det land där fastigheten är belägen.

## Återvinning
Reglerna om återvinning får inte tillämpas om den som haft vinning av återvinningen visar att
- handlingen omfattas av lagen i annan medlemsstat
- den lagen inte tillåter att handlingen angrips.[16]

## Anställningsavtal
Anställningsavtal ska uteslutande regleras av nationell lag enligt vad som gäller för anställningsförhållandet. 

## Ordre public
En medlemsstat får vägra att erkänna ett insolvensförfarande som har inletts i en annan medlemsstat eller vägra att verkställa beslut som fattats i samband med ett sådant förfarande, om verkningarna av ett sådant erkännande eller en sådan verkställighet skulle vara uppenbart oförenliga med grunderna för den statens rättsordning (ordre public), särskilt vad gäller statens grundläggande rättsprinciper och individens grundlagsenliga fri- och rättigheter.

## Konkursförvaltares befogenheter
En konkursförvaltare som utsetts av den domstol där huvudinsolvensförfarandet inletts har samma behörighet inom andra medlemsstaters territorier under förutsättning att sekundärförfarande inte inletts där.

## Svenska kompletterande regler
Ansökan om konkurs eller företagsrekonstruktion ska avvisas om grunden för ansökan inte framgår.
När ett huvudinsolvensförfarande har beslutats i en annan medlemsstat och förfarandet avser en gäldenär med ett driftställe i Sverige, ska beslutet anmälas till Bolagsverket för kungörande.